# Renato Cestiè
Renato Cestiè (* 11. Januar 1963 in Rom) ist ein italienischer Schauspieler.

## Leben
Cestiè debütierte im Alter von acht Jahren in Mario Bavas Horrorfilm Im Blutrausch des Satans und wurde anschließend in rund zwanzig Filmen bis Ende 1976 besetzt. Darunter befanden sich mit Der letzte Schnee des Frühlings, in dem er einen mit einer unheilbarer Krankheit geschlagenen Jungen verkörperte, und Bianchi cavalli d'agosto beim Publikum sehr erfolgreiche Melodramen; auch zahlreiche Abenteuerfilme und Western besetzten ihn neben kassenkräftigen Stars der damaligen Jahre. Von 1978 bis 1982 war Cestiè nicht aktiv.
Nach einigen mäßig erfolgreichen Versuchen, als Jugendlicher und Erwachsener seine Popularität weiterzuführen (wie in der 1987 bis 1989 ausgestrahlten Fernsehserie I ragazzi della 3ª C) zog er sich Mitte der 1990er Jahre endgültig von der Schauspielerei zurück und betreibt ein Fitnesscenter.

## Filmografie (Auswahl)
- 1972: Dein Wille geschehe, Amigo (Così sia)
- 1972: Halleluja… Amigo (Si può fare… amigo!)
- 1974: Der letzte Schnee des Frühlings (L'ultima neve di primavera)
- 1974: Die Rotröcke (Giubbe rosse)
- 1974: Die Teufelsschlucht der wilden Wölfe (Il ritorno di Zanna Bianca)
- 1977: Schwarzes Venedig (Nero veneziano)